# Disperis renibractea
Disperis renibractea är en orkidéart som beskrevs av Rudolf Schlechter. Disperis renibractea ingår i släktet Disperis och familjen orkidéer. Inga underarter finns listade i Catalogue of Life.